# قارب تموين
قارب التموين هو قارب صغير يستخدم لنقل الإمدادات إلى السفن الراسية بعيدًا عن الشاطئ.